# Kraftwerk Letten
Das Kraftwerk Letten ist ein Laufwasserkraftwerk im Gebiet Letten der Stadt Zürich im Kanton Zürich. Es ist eines der ersten Wasserkraftwerke mit einem Pumpspeicherweiher in der Schweiz und das älteste in der Stadt Zürich. Dieses bedeutende Industriedenkmal gehört dem Elektrizitätswerk der Stadt Zürich (EWZ).

## Wasserwerk
Die 1868 gegründete städtische Wasserversorgung entschied sich, Trink- und Brauchwasser über zwei unabhängige Leitungsnetze zu verteilen. Für die Trinkwasserversorgung gab es über 100 Quellen am Zürichberg, Uetliberg und Albis. Mit dem Wasser der Limmat wurden ab 1874 Pumpen angetrieben, die neben dem Trinkwasser filtriertes Zürichseewasser als Brauchwasser in verschiedene Reservoire am Zürichberg beförderten.
Als Herzstück der neuen Wasserversorgung wurden von 1876 bis 1878 die längs stehenden Gebäude am rechten Limmatufer für das Wasserwerk Letten erstellt, um die Pumpen mit Jonvalturbinen zu betreiben.
Das Brauchwasser oder Triebwasser wurde vom Zürichsee durch eine im Schanzengraben verlegte zwei Kilometer lange 90 cm weite Gusseisenleitung zur Sandfilteranlage an der Hafnerstrasse und weiter zum Pumpwerk Letten geleitet. Von dort förderten fünf Pumpengruppen das Wasser in Steigleitungen in die Reservoirs. Jede Pumpengruppe bestand aus zwei doppelwirkenden Kolbenpumpen mit ungesteuerten Ventilen. Die Reservoire waren in verschiedenen Höhen angeordnet, sodass vier unterschiedlichen Druckzone entstanden. Zudem wurde das Wasser in den 1882 angelegten Resiweiher⊙ am Zürichberg gepumpt, wobei dessen Namensbestandteil Resi von Reservoir abgeleitet ist. Das Triebwasser aus den Reservoirs wurde zur Energieversorgung in verschiedene Gewerbebetriebe geleitet, wo es Wassermotoren antrieb, die ähnlich wie Wäscheschleuder funktionierten. Der Resiweiher wurde deshalb auch Triebwasserweiher genannt.
Die vom Limmatwasser angetriebenen acht Reaktionsturbinen des Wasserwerks Letten übertrugen ihre Energie auf eine gemeinsame Transmissionswelle, die dem Antrieb der fünf Pumpen sowie ab 1878 der Transmission von mechanischer Energie ins Industriequartier diente.
Zum Lettenwerk gehörte das 50 m lange Nadelwehr beim Platzspitz mit einer Stauhöhe von 2,5 m, der 700 m lange Oberwasserkanal, die Turbinenanlage mit Pumpwerk und einem 350 m langen Unterwasserkanal. Wenn die Energie der Wasserkraft nicht ausreichte, wurden mit Kohle angetriebene Dampfmaschinen zusätzlich in Betrieb genommen. Auf alten Fotos sieht man die zwei Kaminschlote.
Ab 1878 wurde neben der Wasserversorgung mittels Drahtseiltransmission mechanische Energie ins Industriequartier für eine Seidenzwirnerei, mechanische Werkstätten, eine Seidenfärberei und die Stadtmühle sowie zur Hofmeisterschen Kattunfabrik geliefert. Ein Drahtseilzug führte die Leistung von ca. 220 kW (300 PS) aus den Turbinen im Wasserwerk über eine 1,2 km lange Transmission, um über Ketten und Riemen Walzen und Zahnräder im Industriequartier auf der linken Flussseite anzutreiben. Von zwei der sechs Transmissionstürmen, die die mechanische Energie umleiteten, sind gegenüber dem Kraftwerk auf der linken Flussseite noch die Sockel erhalten.

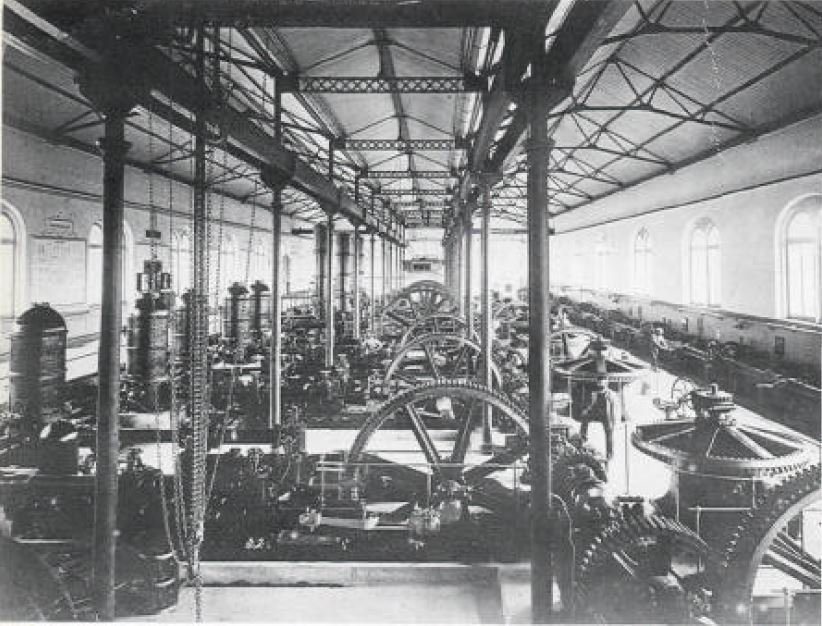
Maschinenhalle 1881
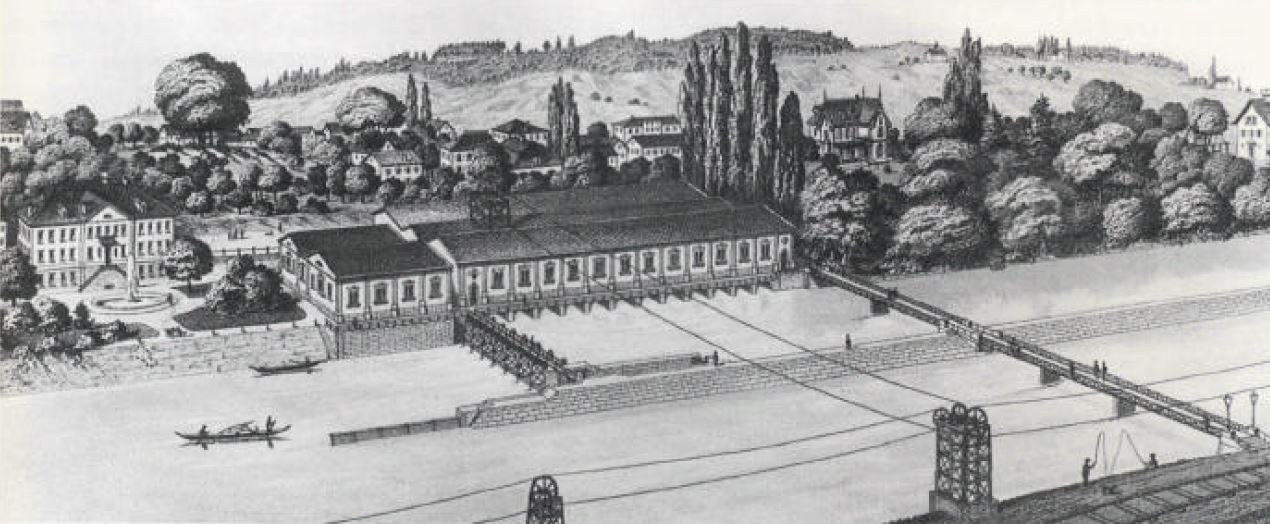
Seiltransmission 1883
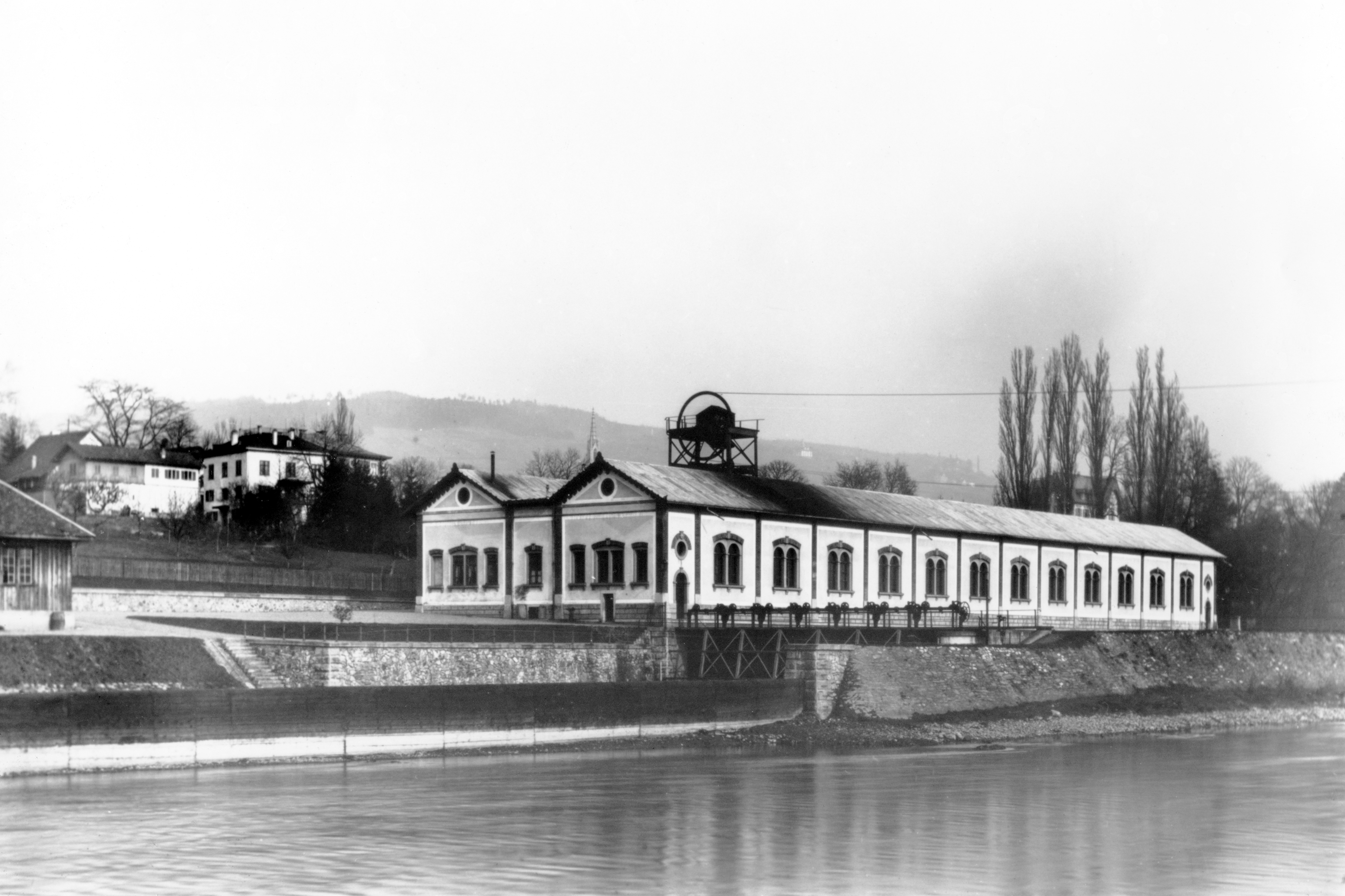
Kraftwerk Letten mit Seiltransmission 1892
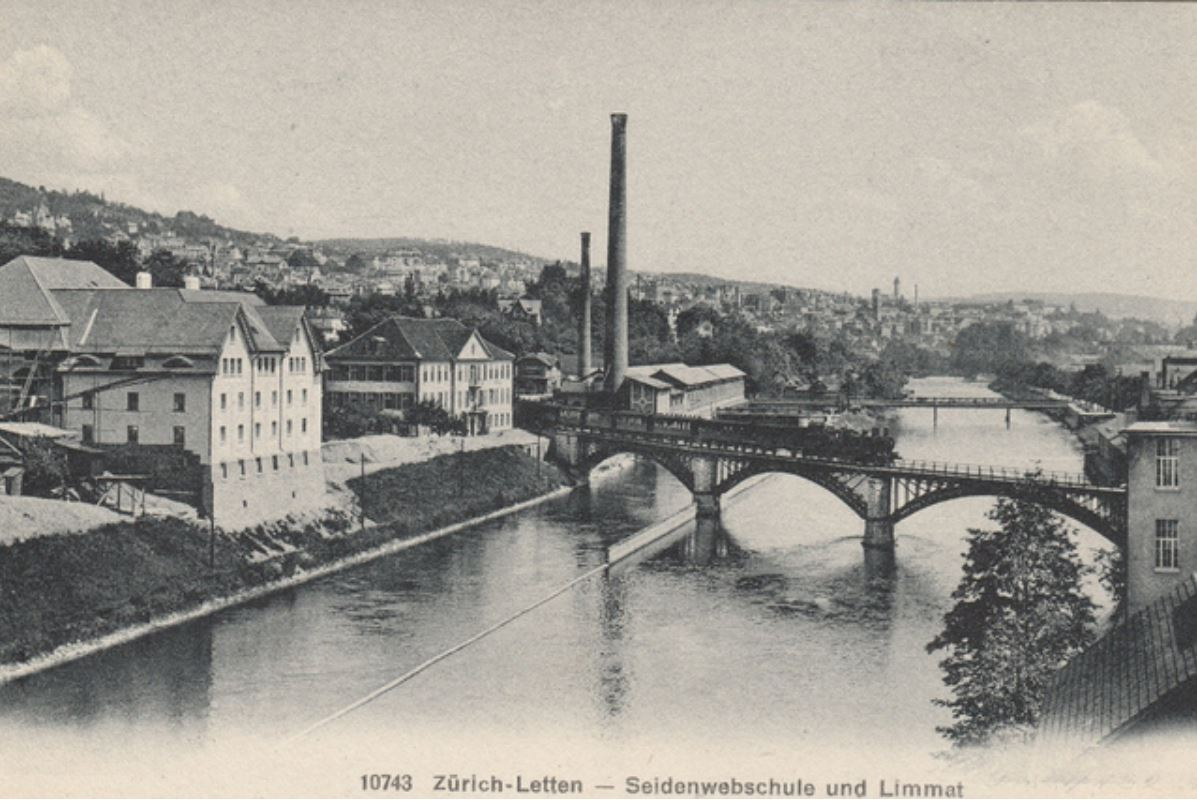
KW Letten mit Hochkaminen für Dampfdynamos, um 1900

## Elektrizitätswerk
Das 1892 zum Elektrizitätswerk ausgebaute Wasserwerk Letten konnte ab 1893 elektrische Energie liefern, die in wasserarmen Wintern durch Dampfenergie aus Kohle ergänzt wurde. Der Resiweiher wurde zum Pumpspeichersee mit einem Fassungsvermögen von 10'000 m³ Wasser. Bei Energieüberschuss im Lettenwerk wurde mit drei Kolbenpumpen Wasser in den 160 m höher gelegenen Resiweiher gepumpt. Während der Verbrauchsspitzen liess man das Wasser vom Resiweiher durch zwei Mitteldruckturbinen abfliessen, von denen jede eine Leistung von 300 PS hatte.
Mit der gleichzeitig stattfindenden Eingemeindung der Vororte nahm der Bedarf von Haushalten, Fabriken und elektrische Strassenbahn, die das Rösslitrams ersetzte, an elektrischer Energie für Motoren, Maschinen, Heizungen und Haushaltgeräte stark zu. Ab 1898 wurden neben der Wasserkraft Dampfmaschinen zur Überbrückung wasserschwacher Zeiten eingesetzt.
Die Stadt Zürich versuchte den Mehrbedarf mit Wasserkraft ausserhalb des Stadt- und Kantonsgebietes zu decken: Ab 1904 mit Strom aus dem Aarekraftwerk Beznau. 1906 liess die Stadt das Albula-Kraftwerk in Sils Domleschg bauen.
1910 lieferten die Wasserturbinen und die Dampfmaschinen des Kraftwerks Letten 4,8 %, das Wasserkraftwerk Beznau 13 % und das Albulakraftwerk bei Sils 82 % des in Zürich benötigten Stroms. Zwischen 1909 und 1917 stieg der Stromverbrauch der Zürcher von 77 kWh pro Kopf und Jahr auf 143 kWh. Das Nadelwehr wurde nach 1935 durch eine neue Wehranlage ersetzt, die auf eine mittlere Wasserstandshöhe von 406 m ausgelegt war. 1938 wurde das quer stehende höhere Gebäude errichtet.
Mit einem Totalumbau des Kraftwerk Lettens in den Jahren 1951/52 konnte die Stromproduktion gesteigert und mit einem hydraulischen Wehr beim Platzspitz die Regulierung des Seewasserstandes verbessert werden.
Seit 2010 besteht ein neuer Fischaufstieg, der die Zertifizierung „nature star“ ermöglichte. Das Einzugsgebiet des KW Letten beträgt 1'829 km², die Betriebswassermenge 25–100 m³/s und das Bruttogefälle 4,5–5,3 Meter.

## Heutige Produktion
Der am Letten erzeugte Strom wurde bisher als Teil eines Strommixproduktes angeboten. Seit 2006 können die Zürcher den teureren, ökologischen Strom vom Kraftwerk Letten beziehen, der für knapp 7'000 Haushalte reicht. Für Lettenstromkunden bietet das EWZ Führungen am ehemaligen Standort an.